# Alcó
Alcó (en llatí Alcon, en grec antic Ἄλκων) fou un escultor grec que menciona Plini el Vell.
Plini diu que va ser l'autor d'una estàtua d'Hèracles que es trobava a Tebes, feta de ferro com a símbol de la resistència i fortalesa dels treballs del déu.